# Abbazia territoriale della Vangadizza
L'abbazia della Vangadizza è stata, tra il X secolo e il 1792, un'abbazia territoriale immediatamente soggetta alla Santa Sede con sede a Badia Polesine nella chiesa di Santa Maria della Vangadizza. Fu Stato indipendente fino al XIV secolo.

## Le origini del nome
L'origine del toponimo è incerta; tra le etimologie più popolari c'è quella che vorrebbe Vangadizza derivare da vanga, in quanto sia i territori governati, sia le vaste proprietà dell'abbazia erano terreni in gran parte paludosi e dunque dovevano essere lavorati duramente con la vanga prima di diventare produttivi.

## Storia

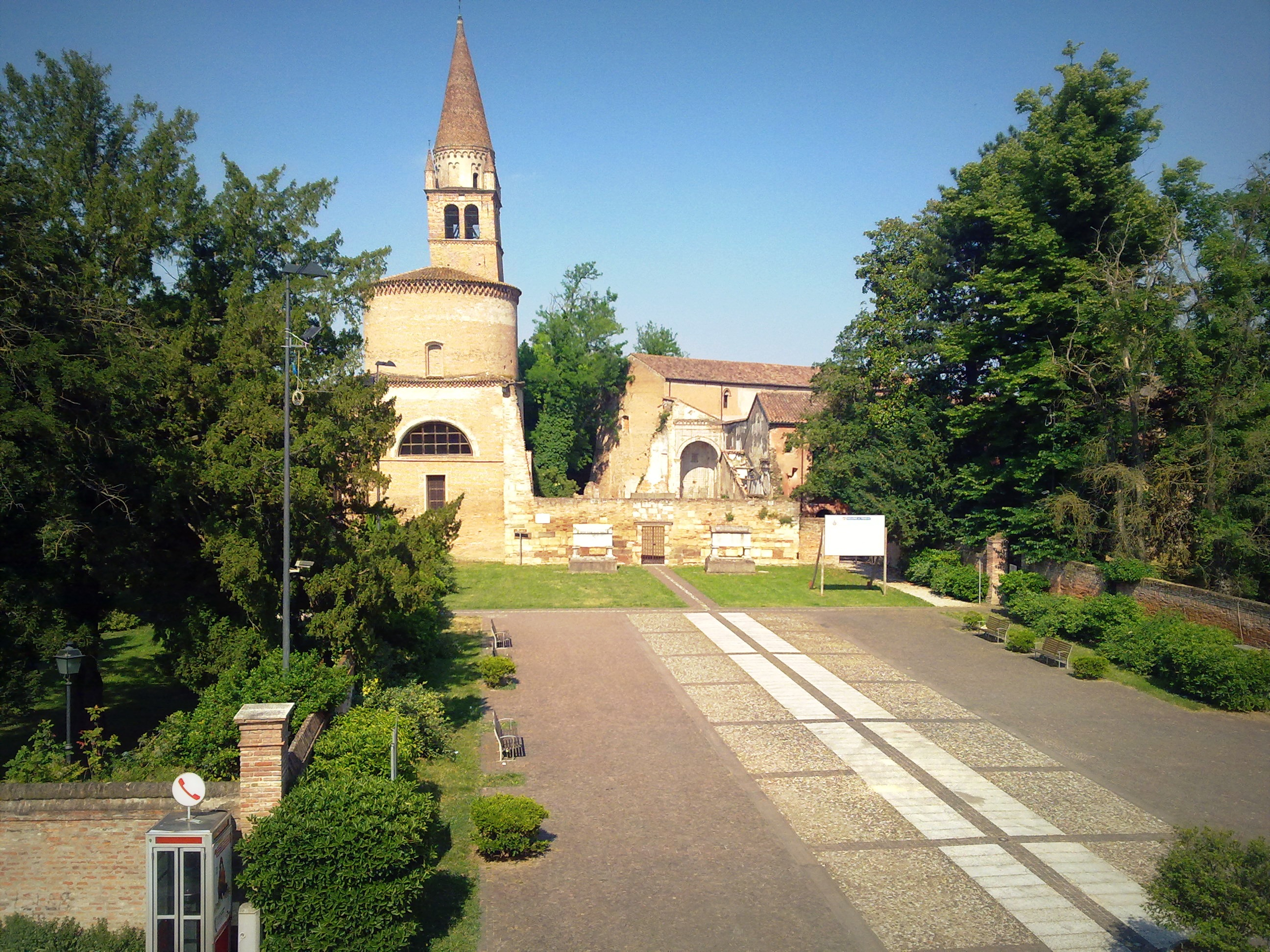
Piazza della Vangadizza a Badia Polesine.

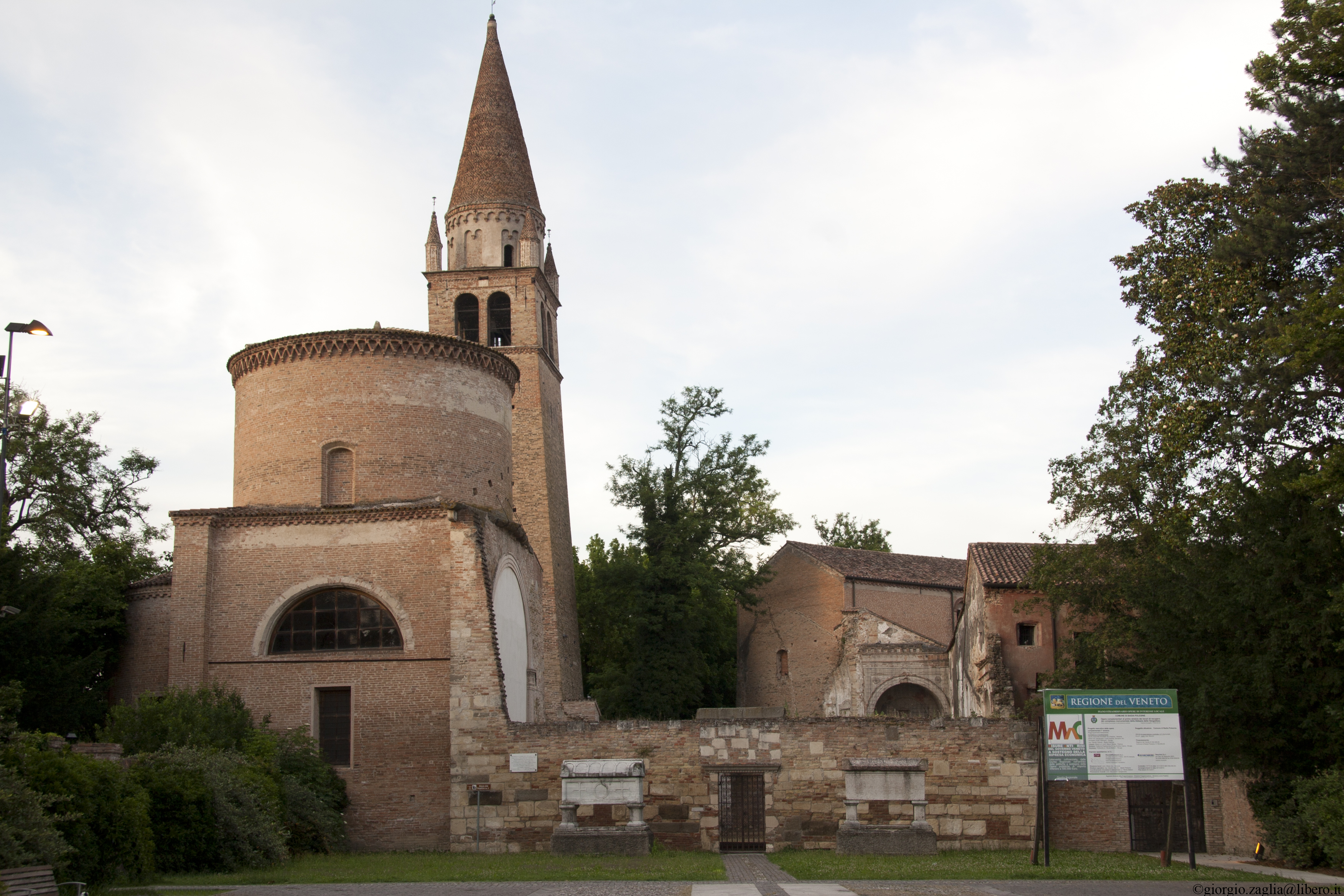
I sepolcri di Alberto Azzo e della moglie Cunegonda

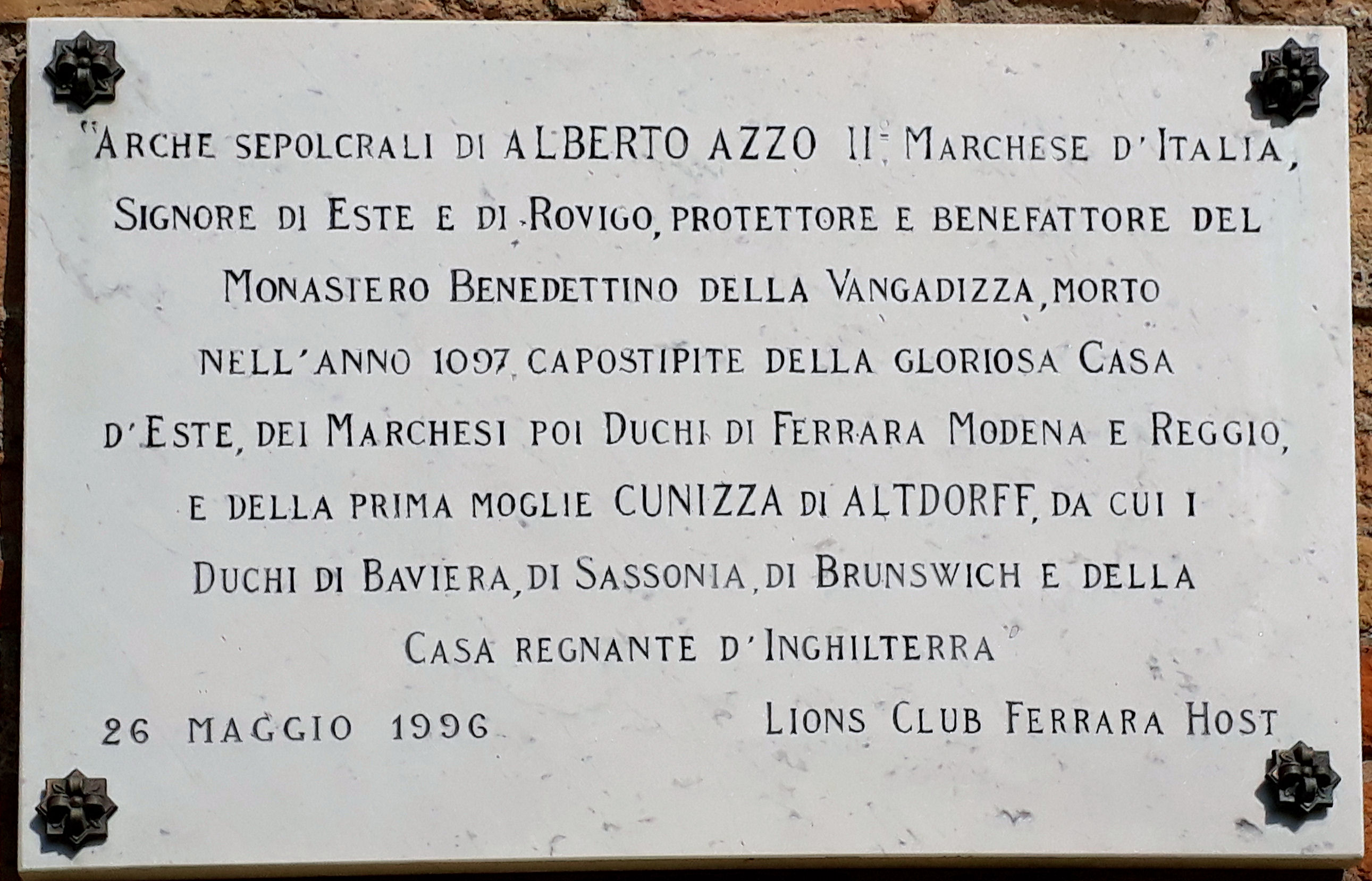
Badia Polesine, lapide presso l'Abbazia Vangadizza.

La nascita dell'abbazia della Vangadizza viene generalmente connessa alle cospicue donazioni del marchese Almerico di Mantova e di sua moglie Franca, l'ultima delle quali (e l'unica di sicura datazione) fu una disposizione del 6 dicembre 954, fatta dalla signora Franca, ormai vedova; in questa disposizione la basilica di Santa Maria, che si trova presso l'Adige in località "Vedre", risulta appena ricostruita, mentre non si sa molto altro della precedente e più modesta chiesa. Altre donazioni le fa Ugo I di Toscana, con l'avallo dei re d'Italia Berengario II e Adalberto: nella donazione del 30 maggio 961 si parla per la prima volta di un abate e in quella del 29 maggio 993, compiuta da Ugo II di Toscana, si parla di un monastero benedettino in costruzione.
L'abbazia della Vangadizza ottenne l'indipendenza feudale il 26 dicembre 996 e intorno all'anno 1000, durante il pontificato di Silvestro II, divenne diocesi immediatamente soggetta alla Santa Sede. Nel 1066 il marchese Alberto Azzo II d'Este vi seppellì l'eremita francese Teobaldo di Provins. L'indipendenza del monastero venne poi confermata dall'imperatore Federico Barbarossa il 7 agosto 1177 e da papa Celestino III il 26 giugno 1196. Sotto il potere temporale degli abati benedettini, molti contadini giunsero per bonificare il territorio; i terreni erano concessi in enfiteusi, esigendo canoni molto bassi; questo portò a un progressivo miglioramento della zona. L'abbazia riscuoteva tributi e prebende per conto proprio e offriva protezione agli abitanti.
A partire dal 23 settembre 1213 l'abbazia della Vangadizza iniziò a seguire l'ordine camaldolese, con la denominazione ufficiale latina di Abbatia Sanctae Mariae de Vangaditia, Ordinis Camaldulensis, nullius Dioecesis, Provinciae Ravennatensis (abbazia di Santa Maria della Vangadizza, Ordine Camaldolese, immediatamente soggetta alla Santa Sede, Provincia ecclesiastica di Ravenna). La regola camaldolese prevedeva un distacco contemplativo dalle vicende umane e non prevedeva la cura pastorale; se, da un lato, ciò sviluppò le attività culturali con la creazione di una biblioteca fornitissima e di una scuola per lo studio di filosofia, teologia, canto sacro, arti e scienze, dall'altro lato portò ad un progressivo allontanamento del monastero dalla realtà del territorio, provocando malumori nelle parrocchie e culminando in dissidi interni alla fine del XIV secolo.
All'inizio del XV secolo l'abbazia della Vangadizza perse il potere temporale e la gestione fu affidata in commendam, ossia a personale ecclesiastico esterno. Tra gli abati commendatari si ricorda il cardinale Ludovico Scarampi Mezzarota, in carica nel 1448 e, nella prima metà del Settecento, il cardinale Angelo Maria Querini, vescovo di Brescia. Nel 1747 fu fondato un seminario. L'abbazia della Vangadizza venne soppressa l'11 aprile 1789 dalla Repubblica di Venezia, che il 27 marzo 1790 ne incamerò i beni. Il 7 settembre 1792 essa fu soppressa canonicamente   come diocesi e le dodici parrocchie polesane furono aggregate alla diocesi di Adria, mentre la parrocchia di Rubano fu aggregata alla diocesi di Padova. Il 25 aprile 1810 la basilica di Santa Maria della Vangadizza, di stile romanico-gotico, venne chiusa e iniziarono i lavori di demolizione, che si interruppero quando erano quasi completati, gli edifici passarono in proprietà alla famiglia francese d'Espignac. Del fabbricato si sono salvati solo una cappella absidale e il campanile pendente.
Gli altari ed altre parti sono state trasferiti nella chiesa di San Michele Arcangelo di Canda. Il campanile ospita 3 campane molto antiche, ferme da moltissimi anni e ancora inceppate a slancio su telaio ligneo e mezza ruota.
Nella piazza antistante sono presenti due sarcofagi che custodiscono le spoglie di Alberto Azzo II d'Este e della moglie Cunegonda di Altdorf, capostipiti degli Estensi, dei duchi di Baviera e di Sassonia nonché dell'attuale  casa regnante nel Regno Unito.

## Territorio
Il territorio comprendeva tredici parrocchie:
- San Giovanni Battista di Badia Polesine
- San Sebastiano di Crocetta (oggi in comune di Badia Polesine)
- Sant'Antonino di Salvaterra (oggi in comune di Badia Polesine)
- San Pietro Martire di Baruchella
- San Giorgio di Villafora (oggi in comune di Badia Polesine)
- San Barnaba di Saguedo (oggi in comune di Lendinara)
- San Martino di Venezze
- Sant'Andrea di Rasa (oggi in comune di Lendinara)
- Santi Pietro e Paolo di Fratta Polesine
- San Nicolò di Barbuglio (oggi in comune di Lendinara)
- San Zenone di Borsea
- San Lorenzo di Cavazzana (oggi in comune di Lusia)
- Santa Maria Assunta di Rubano

## Cronotassi dei vescovi
- Martino, O.S.B. † (prima del 30 maggio 961 - dopo il 29 maggio 993)
- Isacco, O.S.B. † (menzionato il 7 agosto 1177)
- Alichio, O.S.B. † (menzionato nel 1196)
- Guido, O.S.B.Cam. † (23 settembre 1213 - ?)
- Severo, O.S.B.Cam. † (menzionato nel 1338)
- ...
  - Bartolomeo Roverella † (prima del 30 ottobre 1470 - dopo il 1473) (abate commendatario)
  - Francesco Loredan Seniore † (menzionato il 28 gennaio 1548) (abate commendatario)
  - Giulio Canani † (prima del 20 ottobre 1564 - dopo il 25 maggio 1578) (abate commendatario)
  - Lorenzo Laureti, O.Carm. † (menzionato nel 1592) (abate commendatario)
  - Matteo Priuli † (dal 1610) (abate commendatario)
  - Agostino Priuli † (abate commendatario)
  - Marcantonio Corner † (menzionato nel 1634) (abate commendatario)
  - Pietro Ottoboni † (menzionato nel 1686) (abate commendatario)
  - Daniele Dolfin † ( - 1704), abate commendatario
  - Pietro Priuli † (1706 - 22 gennaio 1728), abate commendatario
  - Angelo Maria Querini, O.S.B. † (menzionato nel 1747) (abate commendatario)